# Hendea townsendi
Hendea townsendi är en spindeldjursart som beskrevs av Forster 1968. Hendea townsendi ingår i släktet Hendea och familjen Triaenonychidae. Inga underarter finns listade i Catalogue of Life.